# Бабин яр (заказник)
Ландшафтний заказник місцевого значення «Бабин яр» створений рішенням Київради № 236/7809 від 14.11.2019 р..

## Опис
Заповідною оголошено територію урочища Бабин яр площею 41,5 га. До заказника увійшли ділянка Кирилівського лісопарку зі схилами біля дамби, урочище Бабин Яр та парк по вул. Олени Теліги. Заказник створено з метою збереження ландшафтного та біологічного різноманіття унікальних природних комплексів.

## Рослинність
На території заказника збереглися рештки грабової діброви, місцями з багатим неморальним флористичним комплексом. Деревостани тут формують граб, дуб черещатий , тополя чорна , тополя біла , осика, липа серцелиста , черешня , клен гостролистий, американський та сріблястий, в’яз шорсткий, свидина криваво-червона, ліщина та глід кривочашечковий. Тут також поширені ліани, зокрема, хміль.

## Тваринний світ
Територія заказника також цінна з точки зору збереження тваринного світу міста. Омела  на деревах, а також сухі плоди клена та ясена взимку приваблюють омелюхів  та снігурів. З ссавців тут зустрічається вивірка звичайна та мишоподібні гризуни.